# Ramón María Casanyes
Ramón María Casanyes (Barcelona, 1954) es un ilustrador y autor de cómics español, adscrito a la tercera generación o generación del 70 de la Escuela Bruguera, junto a autores como Esegé, los hermanos Fresno, Joan March, Rovira o Rafael Vaquer.

## Biografía

### Inicios profesionales
Ramón María Casanyes empezó su trayectoria profesional en la editorial Bruguera, donde entró a trabajar con 21 años, en 1975. Allí trabajaba realizando páginas anónimas de Mortadelo y Filemón, en el equipo (Bruguera Equip) de Blas Sanchis Bonet. Poco después, Casanyes abandonó la editorial, si bien volvería de nuevo en 1977, al acabar el servicio militar.
Ante la negativa de la editorial a publicarle un personaje propio, mientras le pedían 10 páginas de personajes creados por Francisco Ibáñez, pero propiedad de la editorial, Casanyes decidió contratar a un equipo para que le ayudara a sacar adelante su trabajo con Bruguera mientras buscaba una manera de promocionarse como autor de cómics. Si bien a principios de los años 80, Casanyes publicó en revistas dirigidas a público adulto como El Papus o Hara-Kiri, pronto dejó esas colaboraciones para continuar trabajando en Bruguera, donde el salario era mejor. Casanyes volvería a publicar en revistas para público adulto, como Cimoc, Rambla o Titanic, a partir del momento en que fue despedido de Bruguera en 1982, cuando la editorial empezaba a mostrar la floja situación económica que la conduciría a la quiebra en 1986. En 5 años, Casanyes y su equipo habían dibujado más de 2.000 páginas, una parte importante (pero no la totalidad) de la producción de personajes de Francisco Ibáñez realizada a iniciativa de la editorial que poseía los derechos en exclusiva sin consentimiento del autor. La colaboradora que más tiempo permaneció en el equipo de Casanyes, Lourdes Martín Gimeno, colaboró posteriormente con el propio Ibáñez.

### Madurez
Con el cierre de la editorial Bruguera, Casanyes conseguiría al fin publicar historietas de personajes creados por él. Paco Tecla y Lafayette fueron los protagonistas de la serie homónima que se publicaría en "Garibolo", revista de corta duración que él y su creación liderarían en 1986. Hay que tener en cuenta que estos personajes los había creado para la Editorial Bruguera, donde Casanyes volvió a publicar por un breve periodo de tiempo en 1986, poco antes de su quiebra.
Mientras todavía existía Garibolo, a Casanyes se le encargó trabajar en un proyecto nuevo, una serie animada de televisión sobre las futuras Olimpiadas de Barcelona 92. La serie se denominó Hermes, mensajero de los dioses, y los derechos por realizar la serie fueron comprados por una productora después de la realización de los juegos olímpicos.
En 1991 también publicó la serie "Sigfrido" para la sevillana "Rumbo Sur".
En el campo de la publicidad, Casanyes sería el encargado de modernizar la imagen de "Quicky", el conejo mascota del chocolate en polvo Nesquik, que Nestlé le encargó para que el personaje fuera utilizado en toda Europa, al contrario de como hasta esas fechas se hacía, donde había varias mascotas para cada país. Este rediseño se debe al éxito que tuvieron los tres álbumes con historietas del personaje que Casanyes realizó a partir de 1993, además de páginas publicitarias de Nestlé que serían publicadas, entre otras, en las revistas de Ediciones B. Actualmente Casanyes es el dibujante oficial de la mascota de Nesquik.

## Cómics editados

### Mortadelo y Filemón
- Las criaturas de cera vivientes
- El caso de los párvulos

### Paco Tecla y Lafayette
- Trapicheos en el Cairo
- Bebitos como bidones
- El caso de los juguetes diabólicos

### Las aventuras de Quicky
- El misterio de las ortigas.
- El impostor.
- El carámbano negro.